# Willi Ulfig
Willi Ulfig (* 26. November 1910 in Breslau; † 5. Februar 1983 in Regensburg) war ein deutscher Maler und Graphiker.

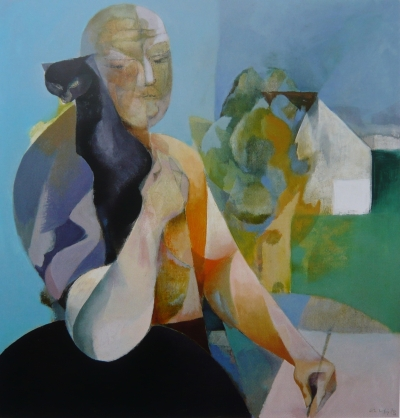
Großes Selbstporträt mit Katze (1975), Öl auf Holz, 96 × 93 cm

## Leben
Nach dem Studium an der Breslauer Kunstgewerbeschule (bei Peter Kowalski) und Kunstakademie 1928 bis 1932 verbrachte er ein halbes Jahr als Stipendiat der Kunstakademie in Italien. Nach der Rückkehr verhinderte die politische Situation mit der Machtergreifung der Nationalsozialisten eine künstlerische Etablierung Ulfigs, dessen Frühwerk auf dem damals geächteten Expressionismus fußt. Ulfig arbeitete notgedrungen als Schriftenmaler und Bühnenbildner am Stadttheater Breslau, war als Soldat im Zweiten Weltkrieg in Frankreich stationiert (hier lernte er eine französisch geprägte, elegante Spielart expressionistischer Kunst kennen und schätzen) und schließlich Kriegsgefangener in Böhmen (CSR). 1945 freigelassen, begann er seine eigentliche künstlerische Entfaltung nun in der Freiheit der späteren Bundesrepublik mit der Ankunft in Regensburg (fast das gesamte malerische Werk vor 1945 ist verschollen).
1946 wurde er Mitglied der neu gegründeten Künstlervereinigung Donauwaldgruppe; 1947 bis 1949 hatte er erste Galerie-Ausstellungen, seit Anfang der 1950er Jahre stellte sich zunehmender künstlerischer Erfolg ein, der ihn zum wohl wichtigsten bildenden Künstler Ostbayerns in der zweiten Hälfte des 20. Jahrhunderts machte. Mit Studienreisen nach Italien, Griechenland, Ägypten, Irland, Südfrankreich und Holland schon in den frühen 1960er Jahren erweiterte er nun seine künstlerischen Themenkreise um die Landschaften Europas. Zahlreiche Einzelausstellungen im In- und Ausland, die Mitgliedschaft in der Münchner Künstlergenossenschaft und der Esslinger Künstlergilde zeugen von Ulfigs Wertschätzung.

## Werk
Das künstlerische Schaffen Willi Ulfigs von den Anfängen an der berühmten Breslauer Kunstakademie bis zum reifen Spätstil der 1970er Jahre ist geprägt von der Auseinandersetzung mit den grundlegenden Entwicklungen der Moderne: die deutschen Expressionisten, Kubismus und die Fauves, orphistische Farbtheorien, später Informel und Tachismus wirkten auf eine überaus empfindsame, sensible Künstlernatur ein. Ulfigs ganz kompromisslos eigenständige Bildsprache bezieht sich auf diese Strömungen und verwandelt sie in lyrisch-expressive Empfindungsmalerei, die sanft und melancholisch, freundlich und tiefsinnig mystisch eine innere Welt beschreibt, die erfüllt ist von meditativer Gelassenheit.
Wurde Ulfigs Kunst zu Lebzeiten eigentlich immer nur bildimmanent interpretiert, so eröffnet sich seit der Jahrtausendwende zunehmend ein neuer Zugang zum künstlerischen Wollen einer ganzen Generation von Kunstschaffenden, denen Ulfig zugehört, genannt Verschollene Generation: eine aus dem Expressionismus erwachsene, mit realistischen Tendenzen der Neuen Sachlichkeit in den 1920er Jahren verwobene, ganz eigenständige künstlerische Sprache konnte sich – kulturpolitisch bedingt – nach Kriegsende nur regional artikulieren, wird nun von der kunsthistorischen Wissenschaft als bedeutender Teil der deutschen Kunstgeschichte des 20. Jahrhunderts wiederentdeckt.
Einen besonderen Schwerpunkt seiner Arbeit bildet die Technik der Monotypie.
Typische Arbeiten, chronologisch geordnet:

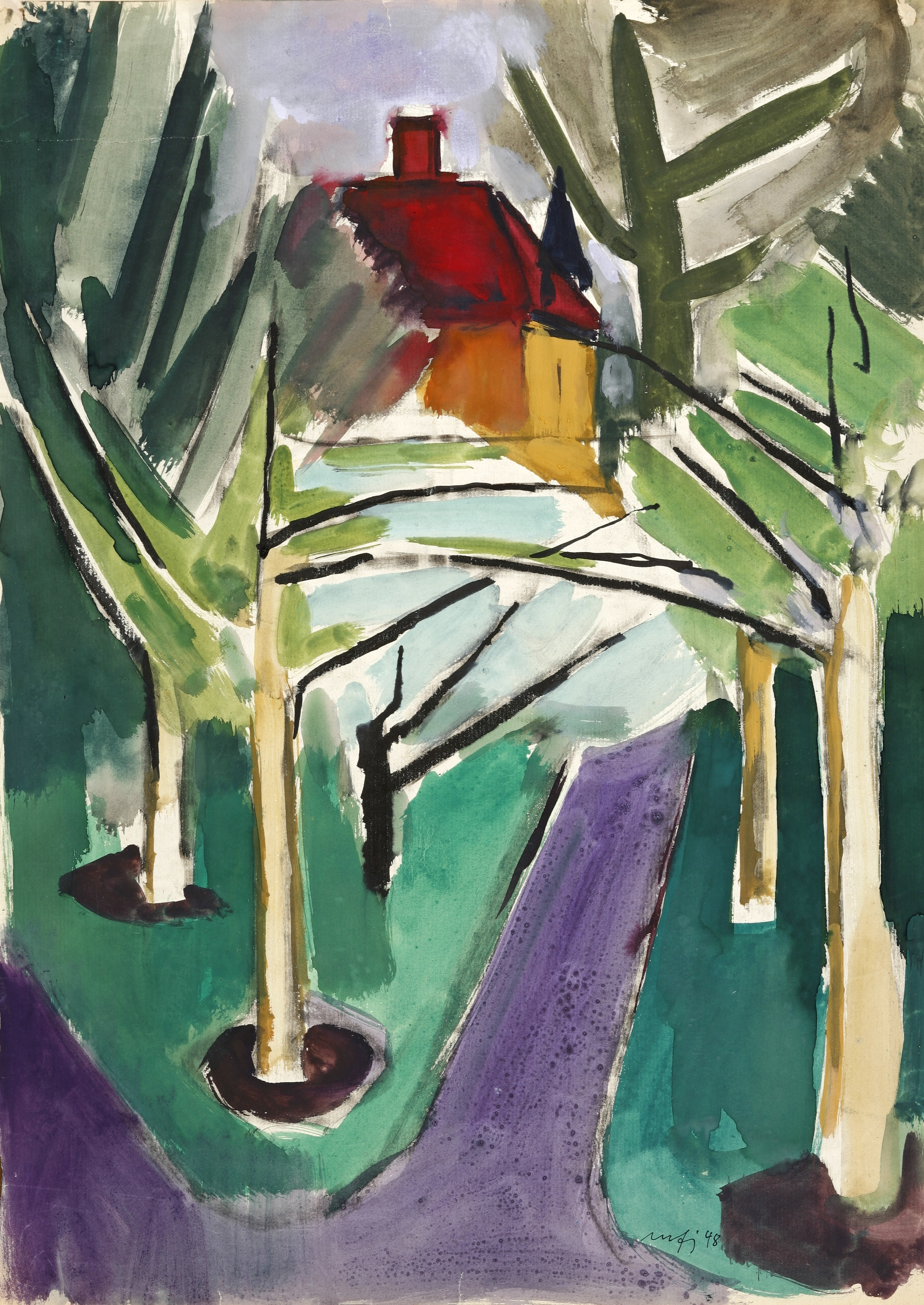
Gelbes Haus (1948)
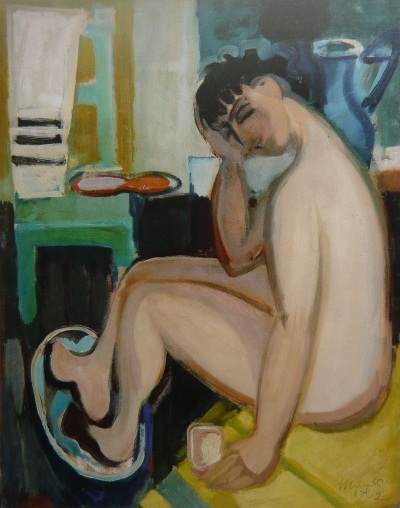
Badende (1950)
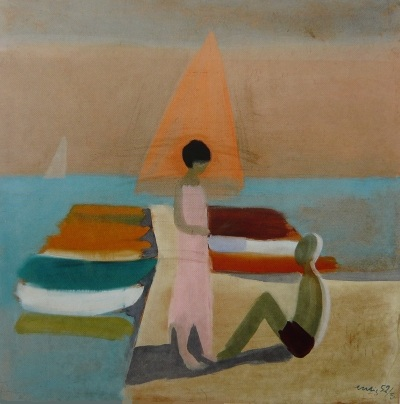
Am Strand (1952)
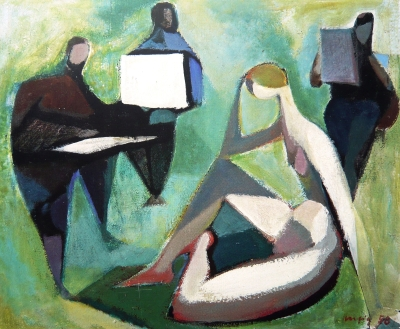
Aktstudien (1958)
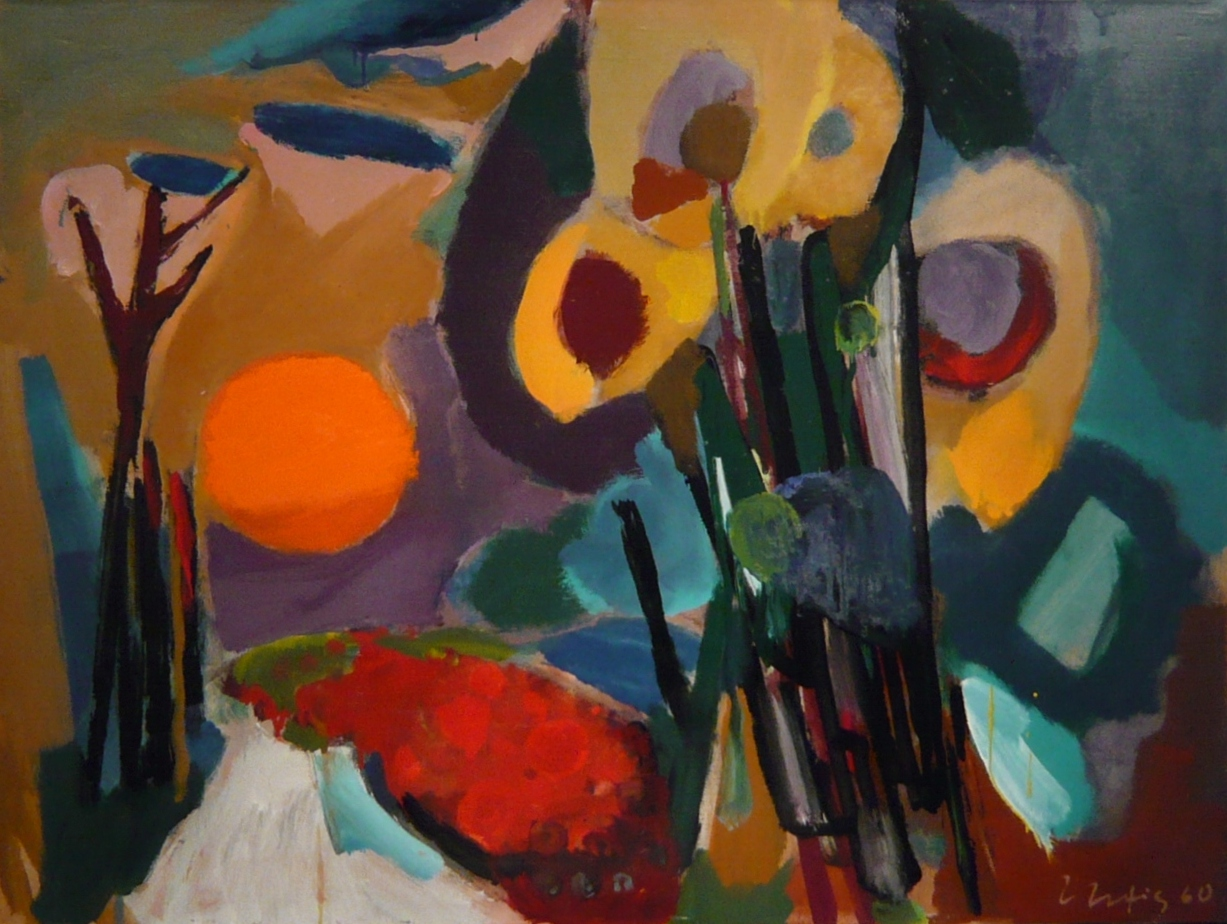
Sonnenblumen (1960)
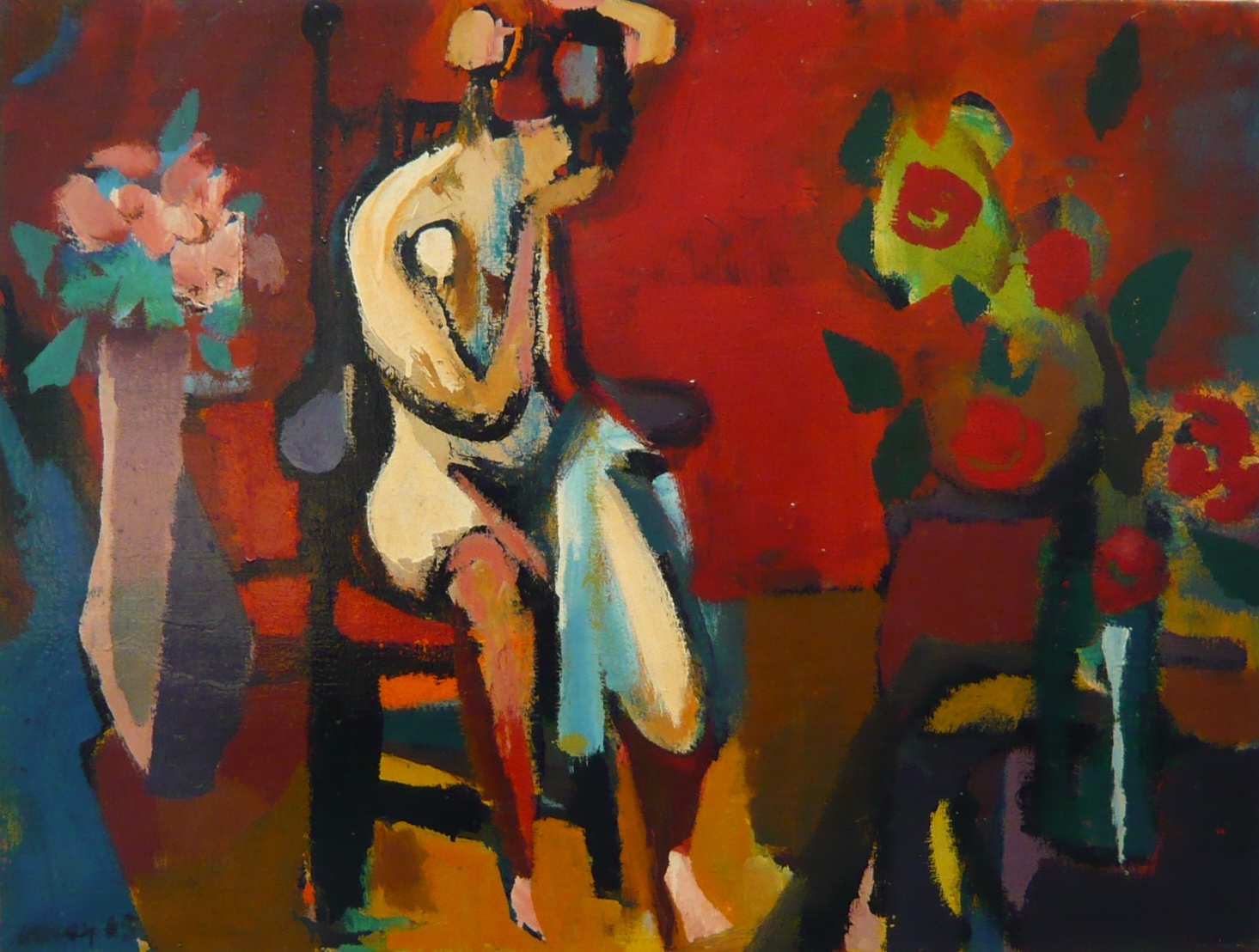
Akt vor Rot (1965)
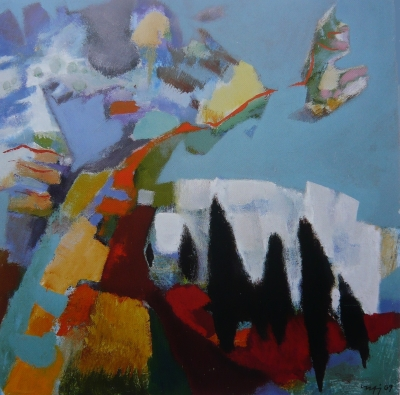
Felsenlandschaft am Meer (1969)
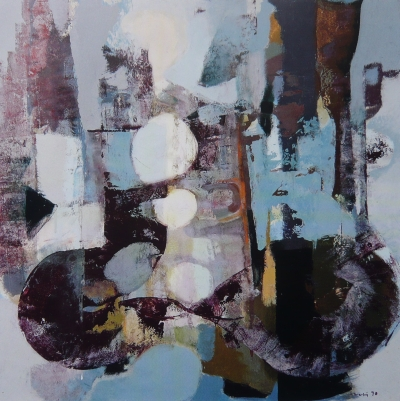
Märztag (1970)
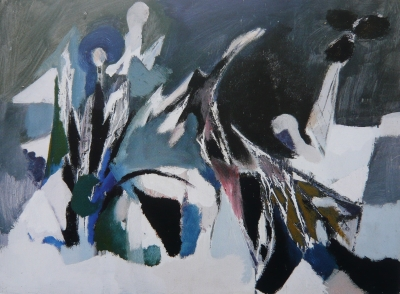
Winternacht (1972)
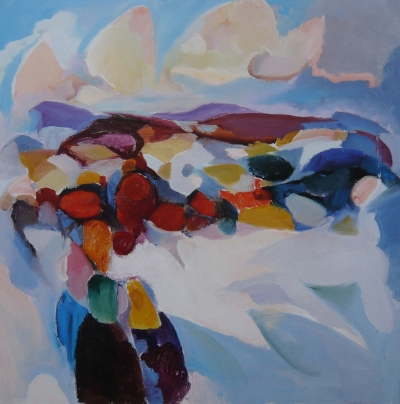
Im Schnee (um 1975)
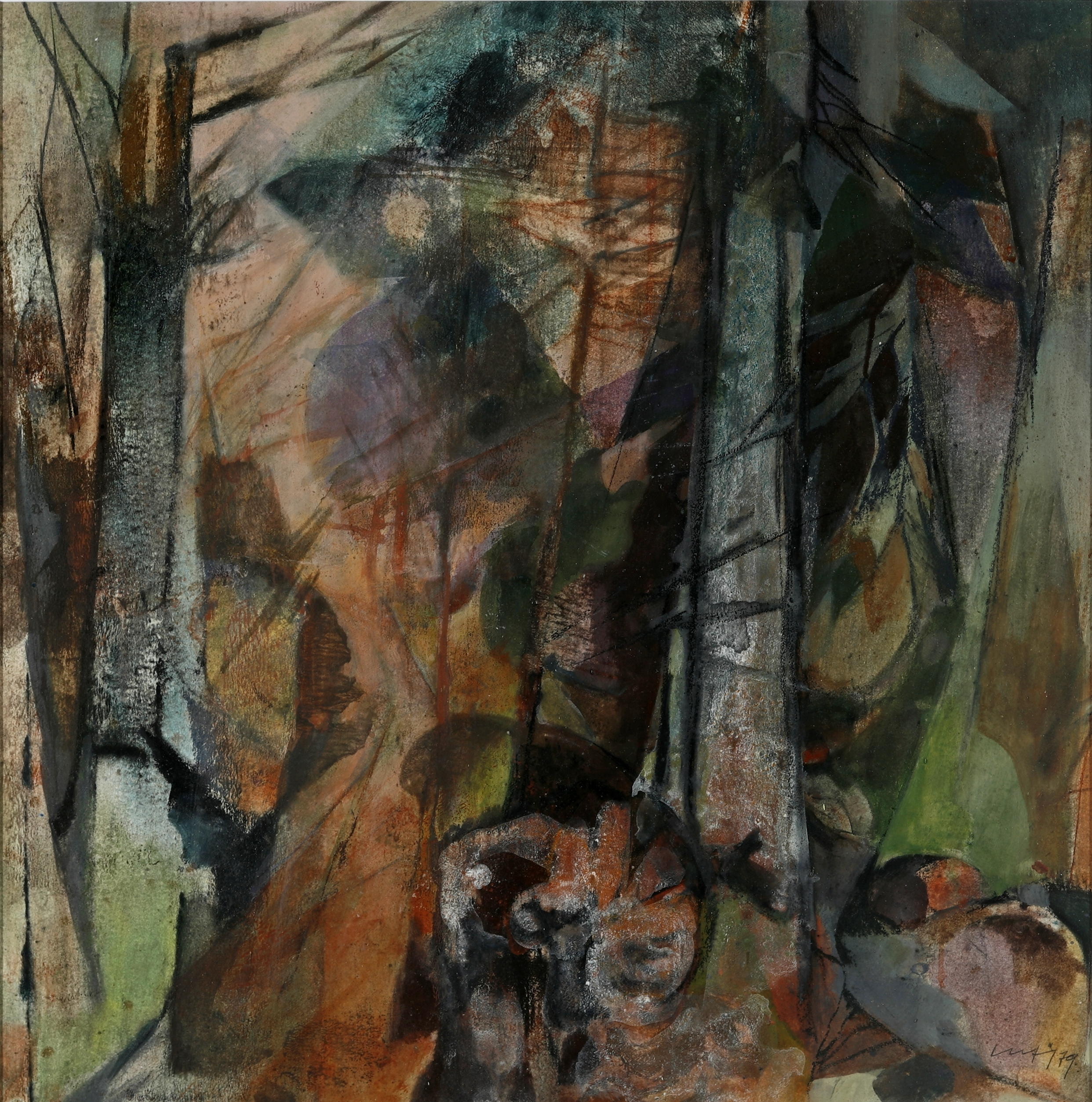
Großer Wald (1979)

## Ehrungen
- 1965 Kulturpreis Ostbayern
- 1971 Silbernes Lamm der Stadt Brixen
- 1974 Kulturpreis der Stadt Regensburg
- 2015 Umbenennung der städtischen Regensburger Hans-Herrmann-Schule in „Willi-Ulfig-Mittelschule“